# زوبان‌لی
زوبان‌لی (به لاتین: Zubanlı) یک منطقه مسکونی سابق در جمهوری آذربایجان است که در شهرستان جلیل‌آباد واقع شده‌است.